# 福島県道159号草野停車場線
福島県道159号草野停車場線（ふくしまけんどう159ごう くさのていしゃじょうせん）は、福島県いわき市にある一般県道である。

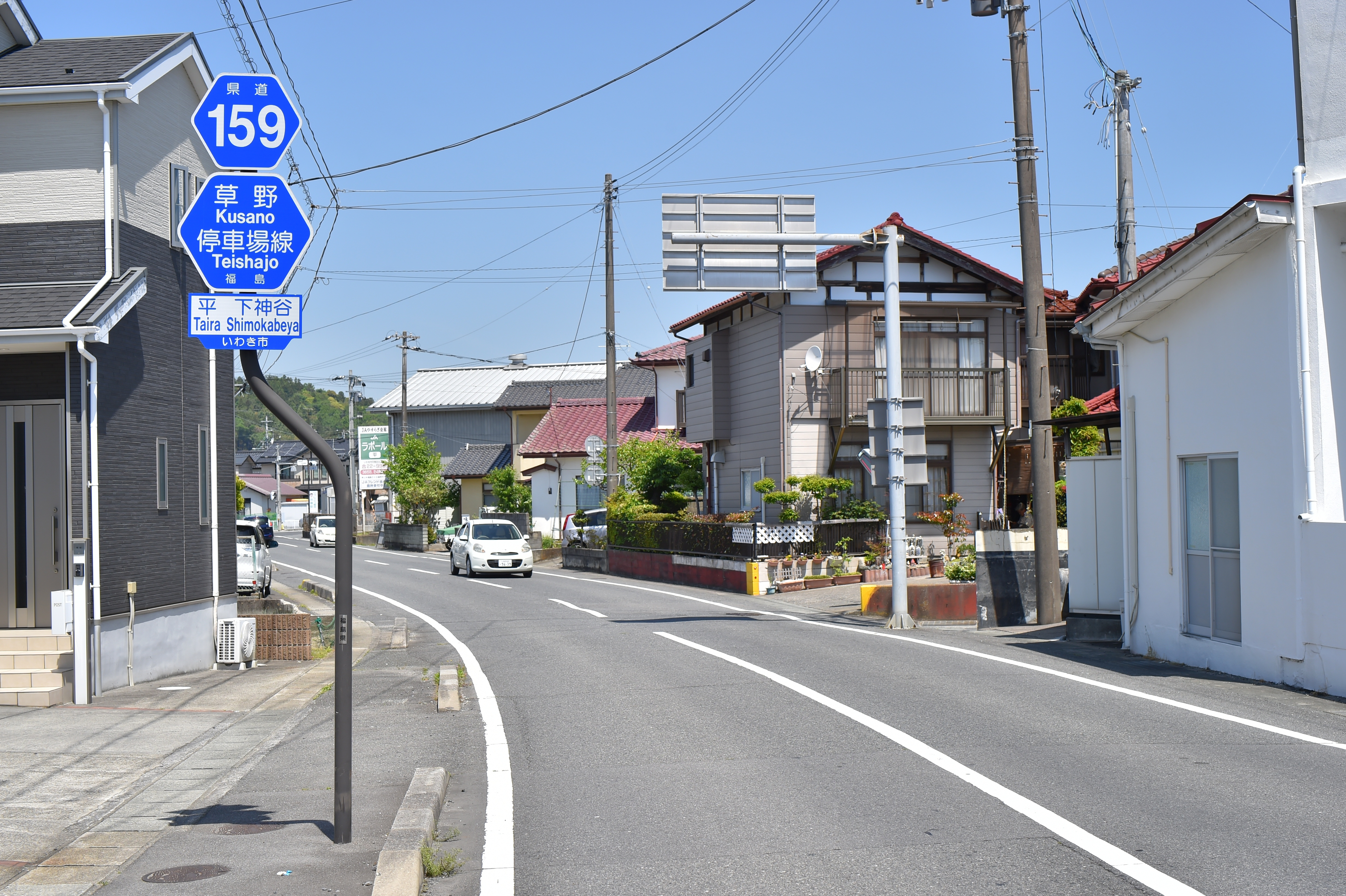
福島県道159号草野停車場線
いわき市平下神谷（2024年5月）

## 概要
- 起点：福島県いわき市平泉崎字前原（JR常磐線草野駅前）
- 終点：福島県いわき市平下神谷字内宿
- 総延長：479 m[1]
  - 実延長：総延長に同じ
- 路線認定年月日：1959年8月31日[2]

## 通過する自治体
- 福島県
  - いわき市

## 接続・交差する路線
- 国道6号・福島県道15号小名浜四倉線（いわき市平下神谷字内宿〈草野歩道橋交差点〉終点）

## 沿線
- JR常磐線 草野駅